# Caterina Valente
Caterina Valente, född 14 januari 1931 i Paris i Frankrike, död 9 september 2024 i Lugano i Schweiz, var en italiensk-fransk-tysk sångerska.
Valente hade italienska föräldrar. Hennes far var en berömd dragspelsvirtuos och hennes mor uppträdde som clown. Valente upptäcktes 1953 när hon uppträdde med Circus Grock i Paris. Hon hade mycket stora framgångar under 1950- och 1960-talen på hitlistorna över hela Europa.
Bland hennes mest kända inspelningar märks Ganz Paris träumt von der Liebe, Nessuno al mondo och The Breeze and I. Valente, som var mycket språkbegåvad, sjöng in skivor på tolv olika språk. Hon sjöng också in ett fåtal svenska låtar, exempelvia "Försök med mej", "Det är nog fel" och "Chanson d'amour". Hon hade stora framgångar i USA och medverkade i TV-shower med bland andra Danny Kaye, Bing Crosby och Perry Como.
Hon spelade in flera filmer, såsom Liebe, Tanz und 1000 Schlager (1955), Du bist Wunderbar (1959) och Schneewittchen und die sieben Gaukler (1962). 